# Димитрина Кунева
Димитрина Кунева е българска народна певица от Добруджанската фолклорна област.

## Биография
Родена е на 27 март 1926 г. в с. Алеково, Силистренско. Завършва Агрономическия институт в София, дълги години пее в ансамбъл „Филип Кутев“. Записва много песни в БНР и „Балкантон“, най-известните от които са „Загукала е гълъбка“, „Снощи отидох у братови си“, „Стефановата майчица“.
Развива мащабна концертна дейност, известно време работи като директор на културен дом в София, пише очерци и статии за известните български народни певци, които публикува в различни издания за българското село.
Снима се във филми на БНТ, пише спомени за активните си творчески години. Пеенето ѝ се отличава с особена топлота и неповторимо драматично изграждане на песенните творби от Добруджанския край.
Умира в София на 22 май 2008 година.

## Дискография

### Малки плочи
- „Димитрина Кунева“ (Балкантон – ВНК 3745)
- „Димитрина Кунева“ (Балкантон – ВНМ 6059)
- „Вълчо Иванов / Димитрина Кунева“ (Балкантон – ВНК 2950)

### Дългосвирещи плочи
- „Янка Рупкина / Димитрина Кунева“ (Балкантон – ВНА 1342) (1972)
- „Димитрина Кунева / Иван Георгиев“ (Балкантон – ВНА 2078) (1978)
- „Димитрина Кунева“ (Балкантон – ВНА 11276) (1984)

### Аудиокасети
- „Непресъхващи извори“ (Балкантон – ВНМС 7663)